# François Billoux

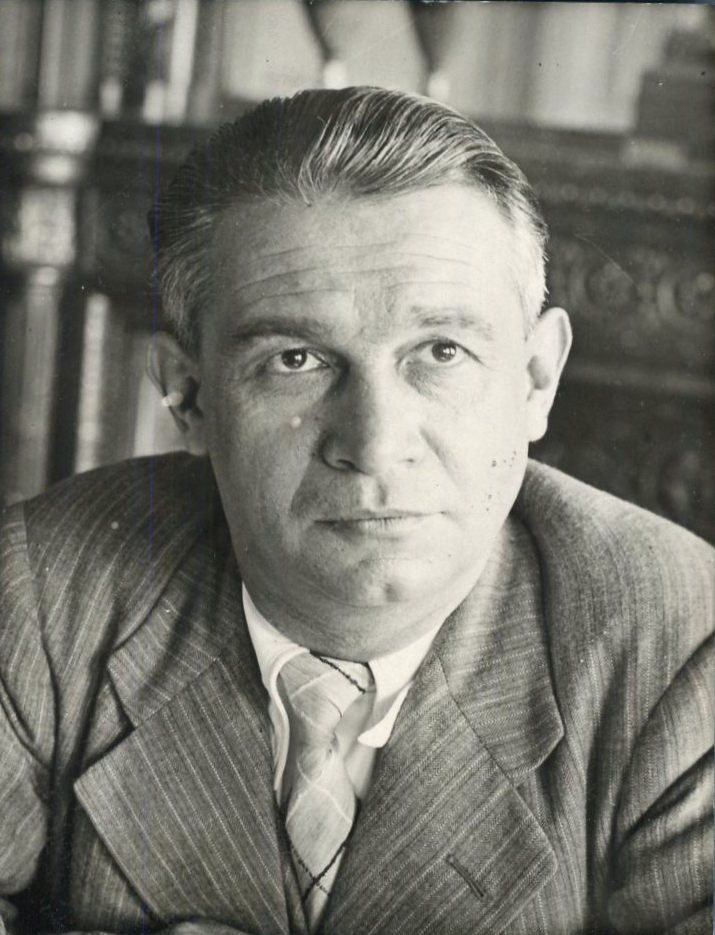
François Billoux (um 1946)

François Billoux (* 21. Mai 1903 in Saint-Romain-la-Motte, Département Loire; † 14. Januar 1978 in Menton, Département Alpes-Maritimes) war ein kommunistischer französischer Politiker. Von 1936 bis 1940 und von 1945 bis 1958 war er Mitglied der Nationalversammlung.
François Billoux, der Sohn von Winzern, trat bereits 1917 einer sozialistischen Jugendorganisation bei. Im Jahr 1920 wurde er Mitglied der neugegründeten Parti communiste français. Schon 1926 wurde er Mitglied des Zentralkomitees der Kommunistischen Partei. Im Januar 1936 kam Billoux ins Politbüro der Partei. Bei den darauffolgenden Parlamentswahlen im April und Mai konnte er im Département Bouches-du-Rhône einen Sitz erringen. 1937 kämpfte er im spanischen Bürgerkrieg auf der Seite der Internationalen Brigaden. Wie die meisten kommunistischen Abgeordneten wurde Billoux im Oktober 1939 verhaftet. Nach Aufenthalten in verschiedenen französischen Gefängnissen kam er im März 1941 nach Algier. Dort wurde er im Februar 1943 befreit. Als Mitglied des Komitee für die Nationale Befreiung nahm er an der Befreiung Frankreichs teil und war danach Mitglied der Übergangsregierung. 1945 gelang ihm erneut der Einzug ins Parlament. Am 26. Januar 1946 wurde Billoux zum Minister für den Wiederaufbau des Landes ernannt. Im Kabinett von Paul Ramadier hatte er vom 22. Januar bis zum 4. Mai 1947 kurzzeitig den Posten des Verteidigungsministers inne. Ab 1953 saß Billoux außerdem im Stadtrat von Marseille, wo er seine Partei bereits zuvor zwischen 1945 und 1947 vertreten hatte. In der Vierten Republik hatte Billoux stets eine Führungsrolle in seiner Partei. Von 1954 bis 1956 war er Sekretär des Zentralkomitees. Nach seinem Ausscheiden aus der Nationalversammlung im Jahr 1958 blieb er noch bis 1972 Mitglied des Politbüros seiner Partei. Billoux starb am 14. Januar 1978 in Menton.